# Wyka bób
Wyka bób, bób (Vicia faba L.) – gatunek jednorocznej rośliny z rodziny bobowatych (Fabaceae Lindl.). Obecnie nie występuje już w stanie dzikim i nie jest znane miejsce jego pochodzenia. Jest powszechnie uprawiany jako warzywo. Ma jedną odmianę – bobik (V. faba var. equina. syn.  V. faba var. minor), który różni się smuklejszym pokrojem, nieco wyższą łodygą, dłuższymi liśćmi i mniejszymi (do 20 mm) nasionami (niemal kulistymi) o czerwonym lub brunatnym kolorze.

## Morfologia
KorzeńPalowy, wrzecionowaty, mocno rozgałęziony.
ŁodygaNaga, dęta (w formie rurki), na przekroju czterokanciasta, o wysokości do 100 cm, sinozielona, rozgałęziona jedynie u podstawy, podczas suszenia (podobnie jak reszta rośliny) czernieje.
LiścieRównież sinozielone, parzystopierzaste. Listki w 2–3 parach, w kształcie eliptycznym, o ostrym wyrostku końcowym (dolne liście z jedną parą). U nasady duże, sercowate przylistki.
KwiatyMotylkowe, o długości do 5 cm, białe o fioletowym żagielku i czarnych plamkach na skrzydełkach. Zazwyczaj zebrane w groniaste kwiatostany (po 2 do 4 kwiatów) wyrastające u nasady liści.
OwoceStrąki obłe, zwisające, osiągające do 12 cm długości i zawierające 2 do 5 nasion rozdzielonych gąbczastymi przegródkami. Nasiona soczewkowate lub nerkowate, koloru jasnożółtego lub jasnozielonego, ewentualnie brunatne, osiągają 35 mm długości.

## Zastosowanie
- Roślina jadalna, używana w wielu kuchniach świata[8]
- Odmiana bobik uprawiana jest na paszę[8].
- Historia uprawy: 
  - bób uprawiany był w basenie Morza Śródziemnego od dawna, prawdopodobnie już w okresie neolitu. Świadczą o tym wykopaliska w Jerychu. Najstarsze jego znaleziska w Starożytnym Egipcie pochodzą z okresu 2500–2300 lat p.n.e.[9] W Starożytnym Egipcie bób odgrywał rolę kultową. Ponieważ uważany był za „pokarm umarłych”, kapłani go nie spożywali; podobnie pitagorejczycy. Pliniusz Starszy pisał, że wśród roślin strączkowych Rzymianie najbardziej cenią bób. Nasiona bobu odnaleziono w ruinach Troi.
  - W Chinach reprezentowany jest najwcześniej ze znaleziska z okresu neolitycznej kultury Longshan, ale nie jest to pewne[10]. Przyjmuje się, że został sprowadzony z Bliskiego Wschodu dużo później, ok. II w. p.n.e.[11]
- W czasach biblijnych, jak podaje to w Biblii prorok Ezechiel, mąki z bobu dodawano do wypieku chleba. Bób był wartościowym pokarmem, umożliwiającym ludziom długie przetrwanie w obleganych twierdzach[9].
- W latach 1910–1913 z siewek bobu wyizolowano aminokwas – lewodopę[12]. Chociaż początkowo nie przypisywano mu żadnej roli fizjologicznej, związek chemiczny okazał się skutecznym lekiem na chorobę Parkinsona i od roku 1961 jest stosowany w terapii. W organizmie człowieka ulega przekształceniu do dopaminy, której niedobór stwierdza się u osób chorych[13]. Bób jako naturalne źródło lewodopy może być wykorzystywany w leczeniu choroby Parkinsona[14].

## Wartość  odżywcza
| Ilość aminokwasów w 100 g | Ilość aminokwasów w 100 g |
| Nazwa                     | Ilość w mg                |
| ------------------------- | ------------------------- |
| Izoleucyna                | 304                       |
| Leucyna                   | 536                       |
| Lizyna                    | 487                       |
| Metionina                 | 48                        |
| Cystyna                   | 61                        |
| Fenyloalanina             | 329                       |
| Tyrozyna                  | 243                       |
| Treonina                  | 256                       |
| Tryptofan                 | 73                        |
| Walina                    | 341                       |
| Arginina                  | 682                       |
| Histydyna                 | 182                       |
| Alanina                   | 316                       |
| Kwas asparaginowy         | 853                       |
| Kwas glutaminowy          | 1144                      |
| Glicyna                   | 316                       |
| Prolina                   | 304                       |
| Seryna                    | 341                       |

## Udział w kulturze
- Wymieniony jest w dwóch księgach Biblii: w Drugiej Księdze Samuela (17,27–29) i Księdze Ezechiela (4,9). W Biblii Tysiąclecia hebrajskie słowo oznaczające bób w Księdze Samuela zostało błędnie przetłumaczone jako fasola (nie występowała ona w czasach biblijnych w Starym Świecie), w Księdze Ezechiela przetłumaczono je prawidłowo[9].

## Galeria

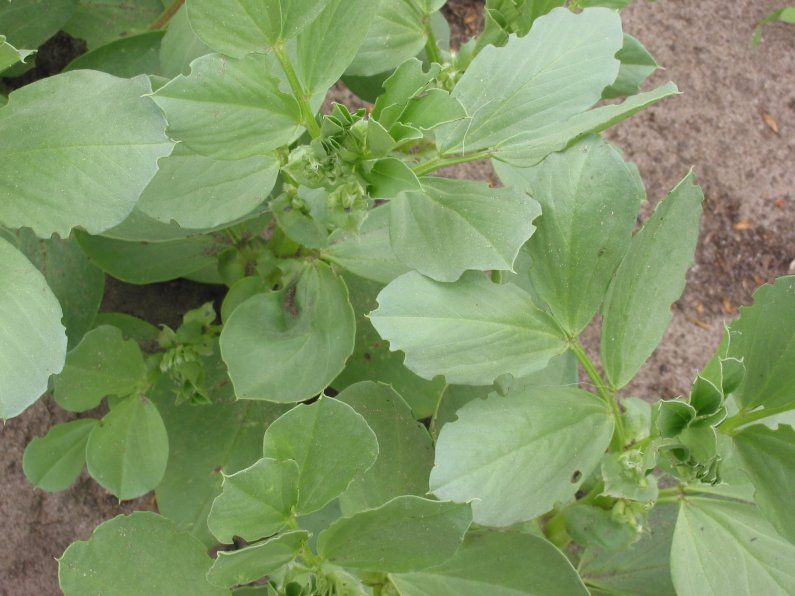
Liście
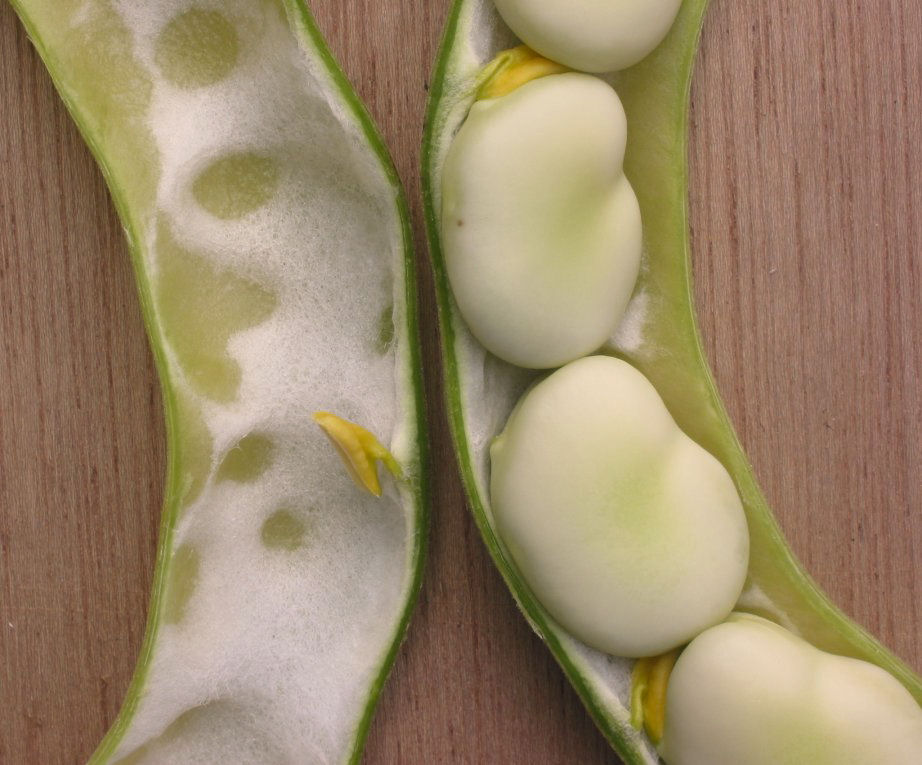
Strąk
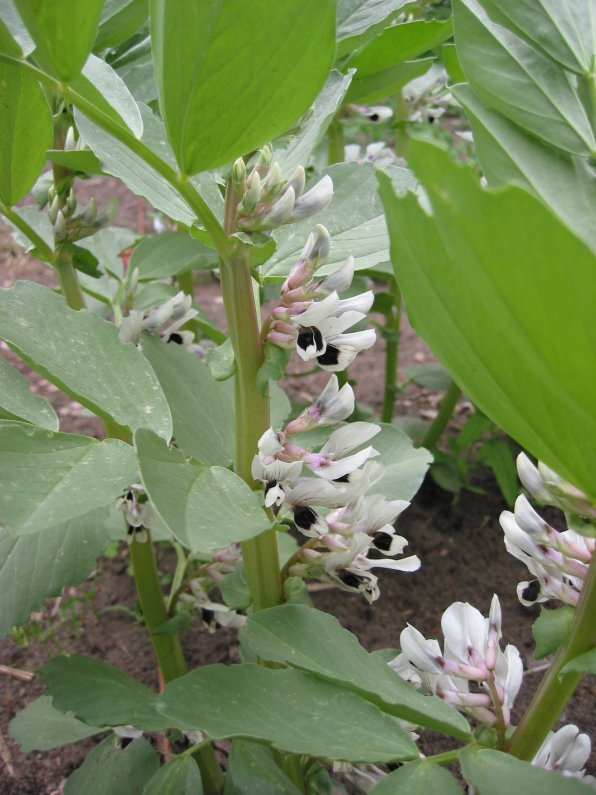
Kwiaty
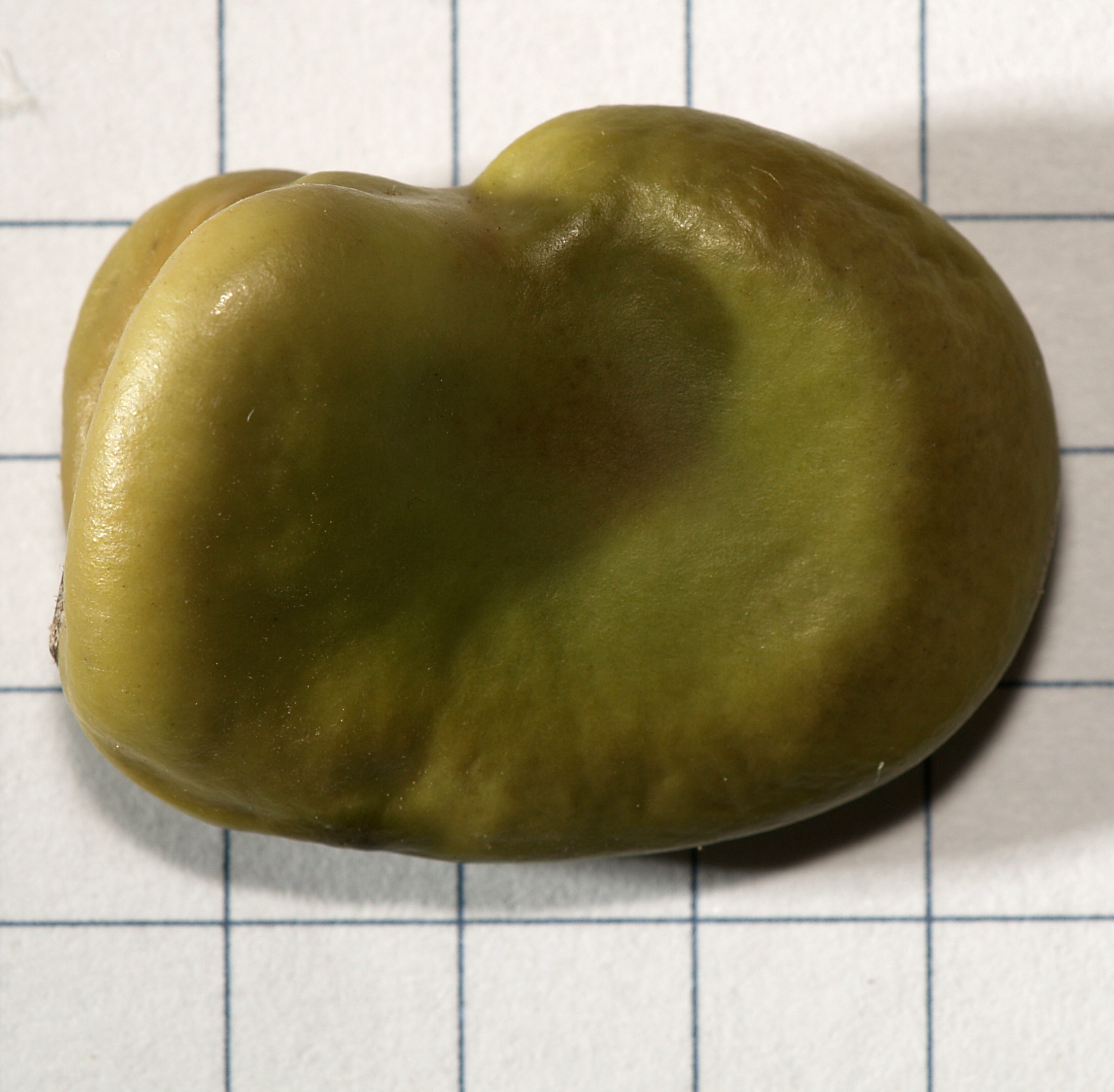
Nasiono
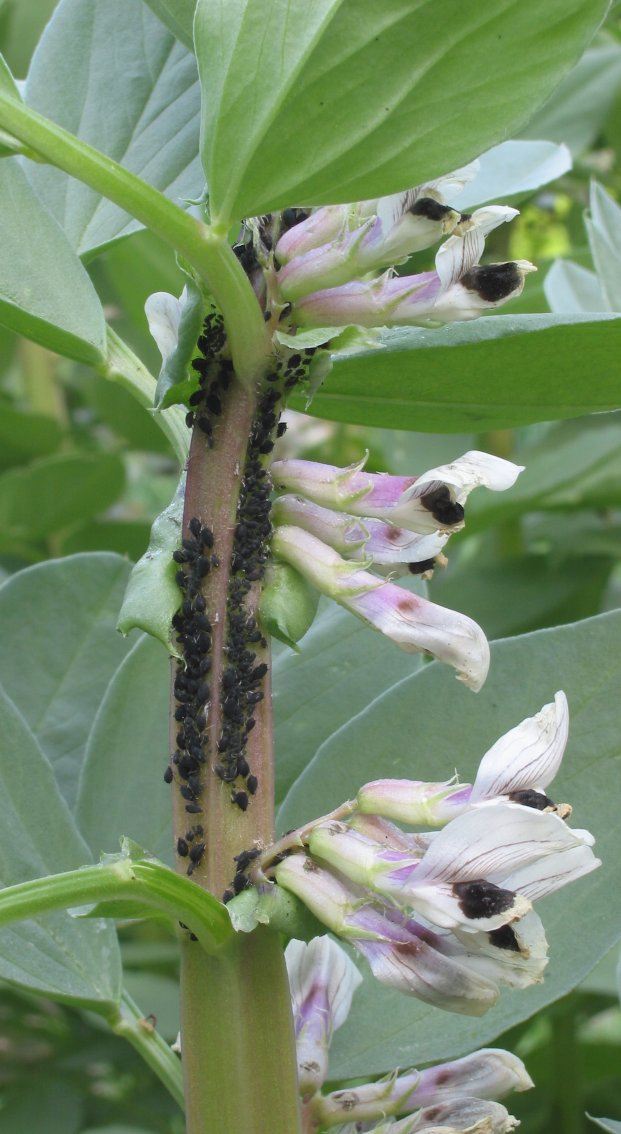
Mszyca burakowa (Aphis fabae) na bobie
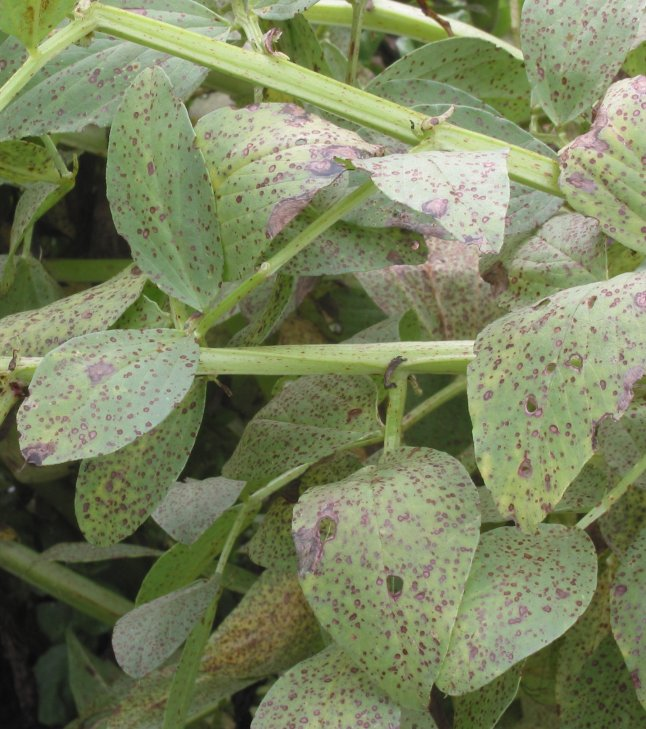
Rdza bobu (Uromyces fabae)
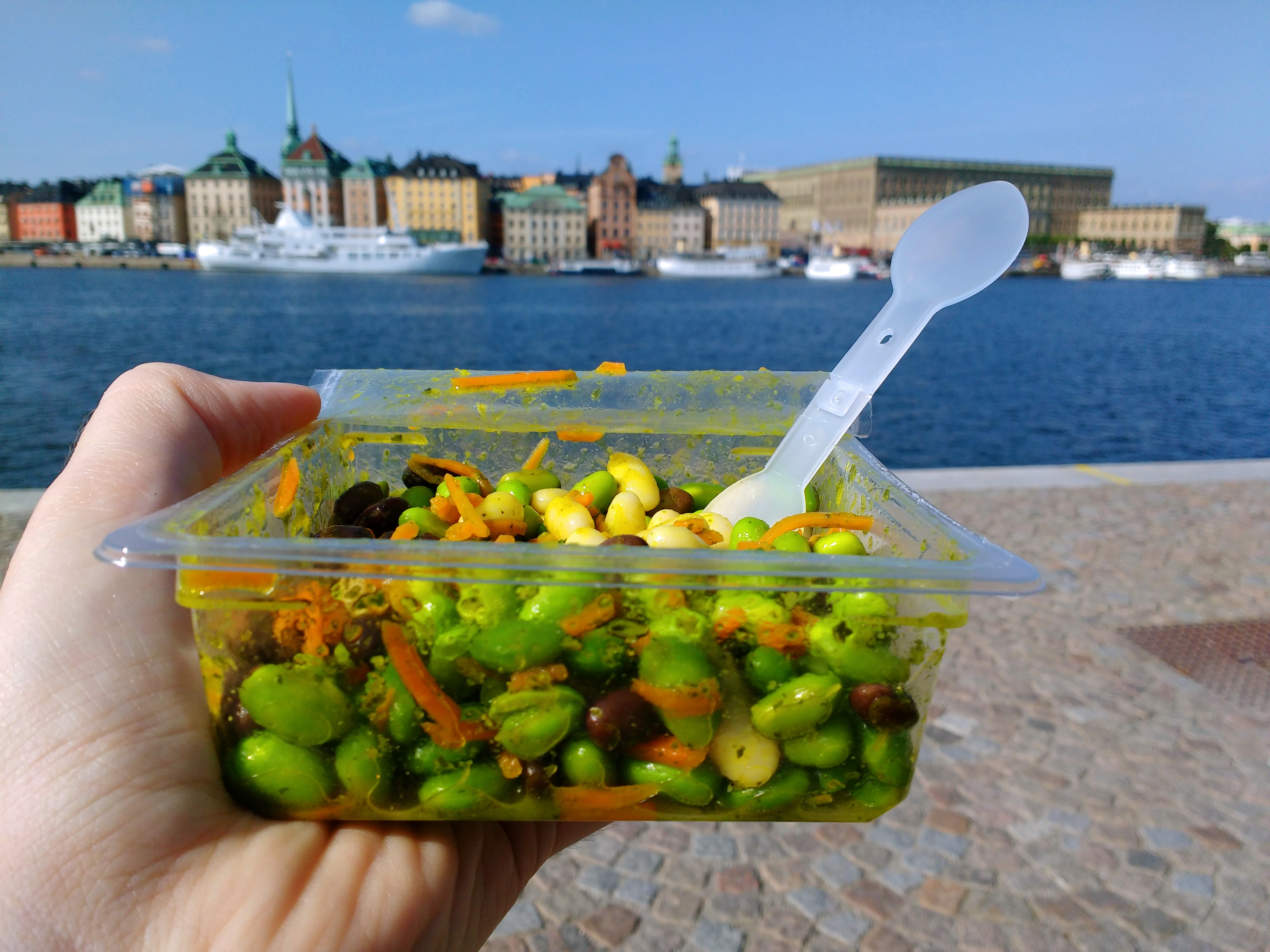
Bób w kuchni: wegańska sałatka z bobem w Szwecji